# Коїмбрська діоцезія

Лісабонський патріархат
Бразька архідіоцезія
Еворська архідіоцезія

Кої́мбрська діоце́зія (лат. Dioecesis Conimbricensis; порт. Diocese de Coimbra) — діоцезія (єпископство) Римо-Католицької Церкви у Португалії, з центром у місті Коїмбра. Очолюється єпископом Коїмбрським. Охоплює територію округу Коїмбра. Площа — 5300 км². Суфраганна діоцезія Бразької архідіоцезії. Станом на 2016 рік поділялася на 269 парафій. Головні храми — Коїбрський собор Внебовзяття Діви Марії (старий), Коїбрський собор святого імені Ісуса (новий). Створена у VI столітті. Знищена в ході мусульманської навали. Перезаснована 1088 року за понтифікату римського папи Урбана II. 12 квітня 1774 року і  24 серпня 1938 року передала частину територій новозаснованій Авейрівській діоцезії. Єпископ з 2011 року — Віргіліу ду Нашсіменту Антуніш. Інша назва — Коїмбрське єпископство (порт. Bispado de Coimbra).

## Єпископи
- 1377—1384: Хуан Кабеса-де-Вака, єпископ Коїмбрський (ставленик антипапи)
- 1573—1578: Мануел де Алмада-Мінезіш